# Notoncus spinisquamis
Notoncus spinisquamis é uma espécie de formiga do gênero Notoncus, pertencente à subfamília Formicinae.